# سيث بيركت
سيث بيركت (بالإنجليزية: Seth Burkett)‏ هو كاتب ولاعب كرة قدم بريطاني، ولد في 14 مارس 1991 في بيتربرة في المملكة المتحدة. لعب مع Stamford A.F.C. ‏.